# Mohamed Hawadle Madar
Mohamed Hawadle Madar fou primer ministre de Somàlia del 3 de setembre de 1990 al 24 de gener de 1991. Era membre del clan issaq, i originari de l'antiga Somàlia Britànica.
Va substituir a Mohamed Ali Samatar, el qual fou destituït per donar pas a un issaq, en un intent de desactivar la revolta dels issaq del Moviment Nacional Somali i els hawiye del Congrés de la Somàlia Unificada. Va nomenar vice primer ministre i ministre d'Interior a Abdiqassim Salad Hassan, que després fou president del Govern Nacional de Transició. L'octubre va anunciar l'entrada en vigor immediata de la nova constitució i de la nova llei electoral, però el novembre el Moviment Patriòtic Somali va ocupar Kisimaayo, el Moviment Nacional Somali seguia la seva ofensiva i el Congrés de la Somàlia Unificada (CSU) estava a les portes de Mogadiscio. El 25 de desembre va legalitzar als partits de l'oposició. El 30 o 31 de desembre els primers homes del CSU del interior van començar a agafar posicions a Mogadiscio i l'1 de gener van entrar a alguns barris forces de l'exterior. No va aconseguir aturar la revolta i va caure amb el règim el 24 de gener del 1991.